# 光州起亜チャンピオンズフィールド
光州KIAチャンピオンズフィールド（クァンジュ キア チャンピオンズ フィールド、韓：광주 KIA 챔피언스 필드、英：Gwangju KIA Champions Field）は、韓国光州広域市北区の光州無等総合競技場内にある野球場。KBOリーグ・起亜タイガースの本拠地。2014年3月竣工。

## 概要
当球場を本拠地とする起亜タイガースは、KBO（韓国プロ野球リーグ）に加盟した1982年当初から（当時の球団名は「ヘテ・タイガース」）、当球場に隣接する光州無等総合競技場野球場を本拠地としていた。しかし、施設の老朽化などにより旧光州無等総合競技場陸上競技場を解体した上で、その跡地に当球場を建設し、2014年シーズンから本拠地として使用を開始している。
また、2015年夏季ユニバーシアード光州大会でも、光州無等総合競技場野球場とともに試合会場として利用された。

## 施設の特徴
スタンドは、起亜タイガースのチームカラーであるワインレッドの客席で統一されている。レフト側には食事をしながら試合を観戦できるテーブルシート、外野には芝生席も設置されている。内野後方にコンコースが設置され、場内は内外野を歩いて一周できるようになっている。スコアボードはバックスクリーン後方に設置され、全面表示可能の大型映像装置を使用している。
これら特徴の一部は、広島東洋カープの本拠地であるマツダスタジアムを視察のうえ参考にして設計されている。
起亜タイガースの主催試合では、ホームチームの起亜は3塁側ベンチを使用し、ビジターチームは1塁側ベンチを使用する。